# S/S Dalarö
S/S Dalarö av Stockholm var ett svenskt handelsfartyg som torpederades och sköts i sank 1940 i Atlanten. Kaptenen miste livet.

## Historik
Detta år var Dalarö den största ångare Sveriges handelsflotta dittills förlorat i en krigsförlisning. Hon var byggd 1911 vid Priestmans varv i Sunderland till skeppsredare A. Jacobsen i Oslo och hette då Vard. 1915 köptes ångaren Rederi AB Transatlantic och fick namnet Siljan (ej att förväxla med S/S Siljan). Under ångarens uppehåll i Avonmouth 1922 försvann två besättningsmän. Ett par veckor senare påträffades deras lik i dockan.
Siljan såldes 1930 till Rederi AB Rex i Stockholm och omdöptes till Dalarö.
1932 inkom Dalarö till Malmö från Emden med den största kollast, som dittills levererats på en köl, 5 200 ton.
1933 kolliderade Dalarö med Lidingöbron, så att bron skadades och sattes ur funktion. 1921, 1930 och 1939 härjades ångaren av diverse bränder.

## Torpederingen
Dalarö var på väg från Argentina till Göteborg och befann sig på kvällen den 12 februari 1940 på öppet hav mellan Rockallklippan och den irländska kusten. Cirka 20:30 avlossades plötsligt ett kanonskott från en ubåt på babordssidan. Dalarö stoppade och lade bi för att avvakta signaler från ubåten. Förste styrman O.Y. Grönlund, som hade vakten på bryggan, gav omedelbart order om att besättningen skulle klargöra livbåtarna.
Från ubåten kom emellertid inga signaler, däremot en torped, som träffade Dalarö midskepps på styrbordssidan.
Vid den fruktansvärda explosionen revs hela däcket upp och bryggan störtade samman. När förste styrmannen Y. Grönlund under firandet av livbåtarna inte kunde upptäcka kaptenen på båtdäck, sprang han upp på den demolerade kommandobryggan, där han fann befälhavaren ligga medvetslös med skadat huvud och ena benet avslaget. Styrmannen lyfte och bar kaptenen nedför lejdaren till midskeppsdäcket, där han fann att livbåtarna redan hade satts av. Han släpade då istället kaptenen till en livflotte. Under den här tiden fortsatte ubåten att skjuta granater mot Dalarö som befann sig i ett sjunkande tillstånd. Han insåg då att kaptenen i sitt hjälplösa tillstånd inte skulle kunna hålla sig kvar eller lösgöra sig från flotten, att det var bättre att befälhavaren kom i vattnet innan fartyget sjönk. Han tog därför sitt eget livbälte och satte detta på kaptenen, varefter denne hjälptes ner i lä om styrbord. Styrmannen försåg sig snabbt med ett eget livbälte och hoppade i sjön och blev efter en stund uppdragen i en av livbåtarna. Under tiden hade den till synes livlösa kaptenen bärgats av en annan livbåt, den hade rott ner för att söka skydd i lä om fartyget. Senare avled befälhavaren av sina skador. Ubåtens granater fortsatte att slå ned mellan livbåtarna. Vid ett tillfälle dök ubåten upp mellan de båda livbåtarna, som låg ganska nära varandra, som om att förvissa sig om att man åstadkommit största möjliga skada.
Sedan Dalarö sjunkit, försvann ubåten utan att bry sig om besättningens öde. I den höga sjön satte livbåtarna segel och styrde mot land. Efter cirka 17 timmar påträffades de av trålaren Jan de Waele av Ostende, som fiskade i närheten av Terryön. Trålaren tog först ombord 15 man från den ena livbåten, varefter även den andra livbåten påträffades. I denna var 14 man samt den avlidne kaptenen. Den belgiska trålaren satte kurs mot Irland och när de kom in till hamn stod tusentals människor med blottade huvuden, då kaptenens lik bars iland.
Svenska regeringen protesterade hos den tyska regeringen i Berlin mot sänkningen av Dalarö. K.M:t tilldelade senare styrman O.Y. Grönlund guldmedaljen för berömliga gärningar för att han under överhängande fara för eget liv räddat den svårt skadade kaptenen från den sjunkande Dalarö.

## Omkommen
- Kapten Nils Werner Nilsson, Södertälje född 1891 i Stockholm